# Nikola Tsolov
Nikola Dimitrov Tsolov (en búlgaro: Никола Цолов; Sofía, Bulgaria; 21 de diciembre de 2006) es un piloto de automovilismo búlgaro. De 2022 a 2024 formó parte de la Academia Alpine, resultando campeón del Campeonato de España de F4 de 2022 en su primera temporada en monoplazas. En 2023 y 2024 compitió en el Campeonato de Fórmula 3 de la FIA con ART Grand Prix, siendo el primer piloto búlgaro en ganar una carrera en la historia de la categoría. En 2025 compite con el equipo Campos Racing como miembro del Equipo Júnior de Red Bull.

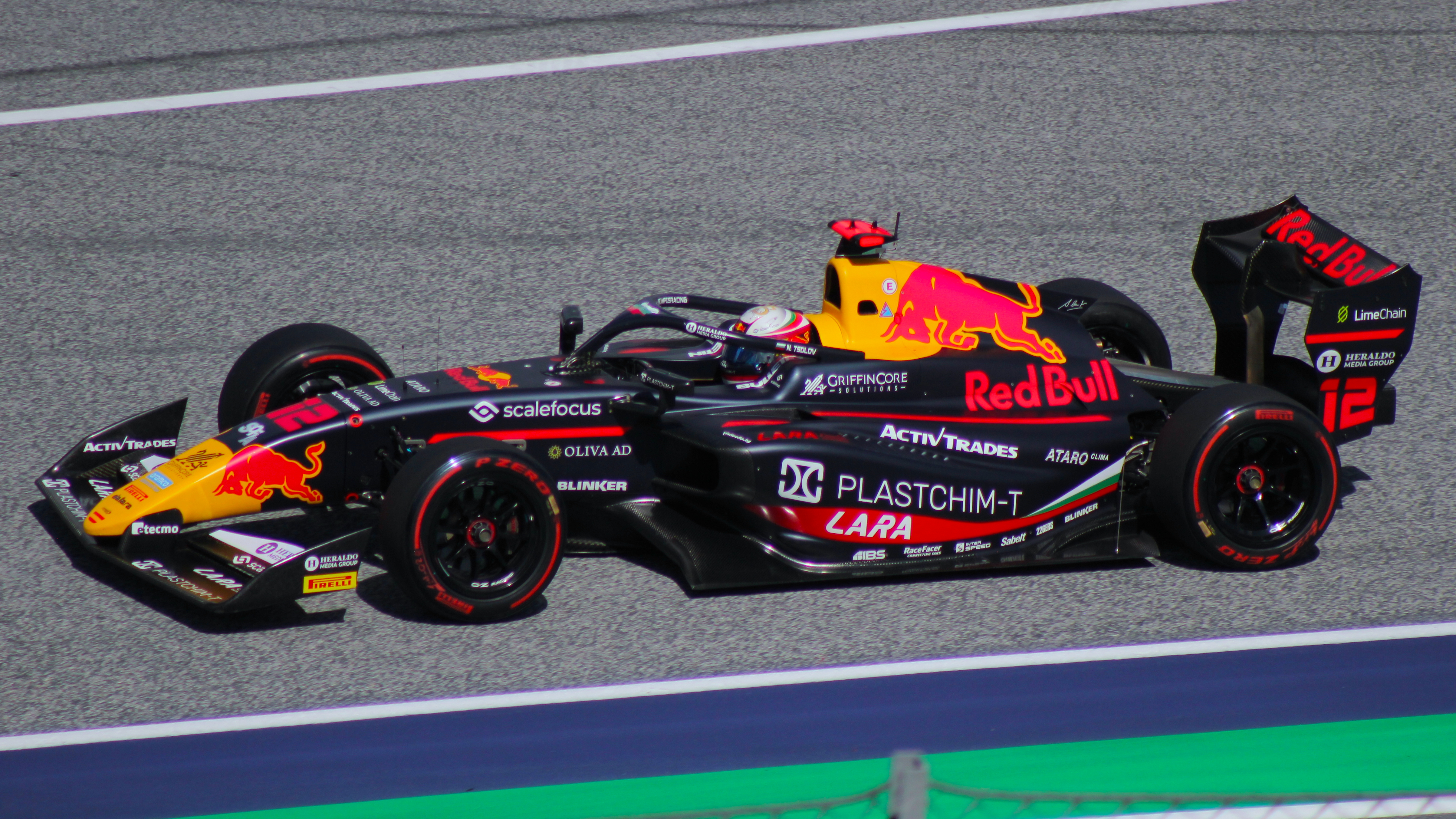
Tsolov durante el Campeonato de Fórmula 3 de la FIA en.

Tsolov está representado por Fernando Alonso, siendo el primer piloto en ingresar a su agencia de representación.

## Carrera

### Inicios
Tsolov comenzó su carrera en el karting en 2016, esto siendo apoyado por su padre. Se convirtió en campeón de la República en 2016 y 2017 en la clase Mini de Bulgaria. En 2018 pasó a los campeonatos italianos. Conduciendo para Kart Republic para DPK Racing adornada con los colores del equipo FA Racing de Fernando Alonso, fue una de las estrellas destacadas de este año, habiendo pasado de Mini a OK-J y OK en años sucesivos.
Ganó la WSK Open Cup de 60 Mini en el 2019, y quedó séptimo en el Campeonato Mundial de Karting Junior el año anterior y en la categoría senior en 2021.

### Fórmula 4
Tsolov estuvo en el radar de Fernando Alonso durante sus dos últimos años en karting, y en marzo de 2022 el bicampeón del mundo de Fórmula 1 anunció el inicio del A14 Management con Tsolov y Clément Novalak convirtiéndose en los primeros pilotos en incorporarse al programa, con Tsolov otorgando una plaza en el Campeonato de España de F4 para 2022.
El 10 de marzo de 2022, Tsolov fue anunciado como piloto de Campos Racing. Comenzó la temporada de F4 española en el Algarve con doble pole. En la primera carrera salió desde la pole, pero desafortunadamente terminó 14º, después de un problema en la salida, obtuvo un 5º lugar en la segunda y ganó la tercera salida con la vuelta rápida en cada carrera. Mantuvo el buen ritmo en la segunda vuelta del Circuito de Jerez consiguiendo una pole position y una vuelta rápida en las tres carreras finalizando segundo en la primera y ganando la segunda y la tercera lo que le sitúa como líder del campeonato. El siguiente fin de semana en el Circuito Ricardo Tormo completó todo su dominio, ganando las tres salidas con 2 poles y otras 3 vueltas rápidas. Tsolov aseguró su victoria en el campeonato el 2 de octubre, después de terminar segundo en la tercera carrera en el Circuito de Navarra, ganando el título 3 carreras antes del final de la temporada en su primer año en monoplazas.

### Fórmula Regional
En febrero de 2023, Tsolov participó en la última ronda del Campeonato de Fórmula Regional de Medio Oriente conduciendo para R&B Racing by GRS, esto como parte de su preparación para la temporada de Fórmula 3. En la primera carrera del fin de semana finalizó en 9° lugar, finalizando en 6° lugar en la segunda carrera y 15° en la tercera. Fue el único piloto en sumar puntos para R&B Racing en el campeonato. 

### Fórmula 3
En septiembre de 2022, Tsolov participó en la prueba de postemporada del Campeonato de Fórmula 3 de la FIA, conduciendo para ART Grand Prix, acompañado de Kaylen Frederick, Brad Benavides, Grégoire Saucy y Roberto Faria. El 19 de diciembre se anunció que es uno de los pilotos de ART Grand Prix para la temporada 2023.
El 3 de marzo de 2023, se convirtió en el piloto más joven en debutar en la historia de la categoría.

## Resumen de carrera
| Temporada | Categoría                                       | Equipo            | Carreras     | Victorias    | Poles        | VR           | Podios       | Puntos       | Pos.         |
| --------- | ----------------------------------------------- | ----------------- | ------------ | ------------ | ------------ | ------------ | ------------ | ------------ | ------------ |
| 2022      | Campeonato de España de F4                      | Campos Racing     | 21           | 13           | 15           | 17           | 18           | 400          | 1.º          |
| 2023      | Campeonato de Fórmula Regional de Medio Oriente | R&B Racing by GRS | 3            | 0            | 0            | 0            | 0            | 10           | 23.º         |
| 2023      | Campeonato de Fórmula 3 de la FIA               | ART Grand Prix    | 18           | 0            | 0            | 0            | 0            | 6            | 22.º         |
| 2023      | Eurocup-3                                       | GRS Team          | 4            | 0            | 2            | 2            | 2            | 44           | 10.º         |
| 2023      | Gran Premio de Macao                            | ART Grand Prix    | 1            | 0            | 0            | 0            | 0            | N/A          | DNF          |
| 2024      | Campeonato de Fórmula 3 de la FIA               | ART Grand Prix    | 18           | 3            | 0            | 1            | 3            | 75           | 11.º         |
| 2024      | Eurocup-3                                       | GRS Team          | 10           | 0            | 0            | 0            | 1            | 47           | 11.º         |
| 2025      | Eurocup-3 - Winter Series                       | Campos Racing     | 3            | 0            | 0            | 0            | 0            | 22           | 12.º         |
| 2025      | Campeonato de Fórmula 3 de la FIA               | Campos Racing     | Disputándose | Disputándose | Disputándose | Disputándose | Disputándose | Disputándose | Disputándose |
| Fuente:   |                                                 |                   |              |              |              |              |              |              |              |

## Resultados

### Campeonato de España de F4
(Clave) (negrita indica pole position) (cursiva indica vuelta rápida)

| Año  | Equipo        | 1   | 1   | 1   | 2   | 2   | 2   | 3   | 3   | 3   | 4   | 4   | 4   | 5   | 5   | 5   | 6   | 6   | 6   | 7   | 7   | 7   | Pos | Puntos |
| ---- | ------------- | --- | --- | --- | --- | --- | --- | --- | --- | --- | --- | --- | --- | --- | --- | --- | --- | --- | --- | --- | --- | --- | --- | ------ |
| 2022 | Campos Racing | ALG | ALG | ALG | JER | JER | JER | VAL | VAL | VAL | SPA | SPA | SPA | ARA | ARA | ARA | NAV | NAV | NAV | BAR | BAR | BAR | 1.º | 400    |
| 2022 | Campos Racing | 14  | 1   | 5   | 2   | 1   | 1   | 1   | 1   | 1   | 1   | 1   | 1   | 2   | 1   | 4   | 3   | 2   | 3   | 1   | 1   | 1   | 1.º | 400    |

### Campeonato de Fórmula Regional de Medio Oriente
(Clave) (negrita indica pole position) (cursiva indica vuelta rápida)

| Año  | Equipo           | 1    | 1    | 1    | 2    | 2    | 2    | 3    | 3    | 3    | 4    | 4    | 4    | 5   | 5   | 5   | Pos  | Puntos |
| ---- | ---------------- | ---- | ---- | ---- | ---- | ---- | ---- | ---- | ---- | ---- | ---- | ---- | ---- | --- | --- | --- | ---- | ------ |
| 2023 | R&B Racing (GRS) | DUB1 | DUB1 | DUB1 | KUW1 | KUW1 | KUW1 | KUW2 | KUW2 | KUW2 | DUB2 | DUB2 | DUB2 | YMC | YMC | YMC | 23.º | 10     |
| 2023 | R&B Racing (GRS) |      |      |      |      |      |      |      |      |      |      |      |      | 9   | 6   | 15  | 23.º | 10     |

### Campeonato de Fórmula 3 de la FIA
(Clave) (negrita indica pole position) (cursiva indica vuelta rápida puntuable)

| Año   | Escudería      | 1   | 1   | 2   | 2   | 3   | 3   | 4   | 4   | 5   | 5   | 6   | 6   | 7   | 7   | 8   | 8   | 9   | 9   | 10  | 10  | Pos. | Puntos | Ref.   |
| ----- | -------------- | --- | --- | --- | --- | --- | --- | --- | --- | --- | --- | --- | --- | --- | --- | --- | --- | --- | --- | --- | --- | ---- | ------ | ------ |
| 2023  | ART Grand Prix | SAK | SAK | MEL | MEL | MON | MON | BAR | BAR | SPI | SPI | SIL | SIL | BUD | BUD | SPA | SPA | MNZ | MNZ |     |     | 22.º | 6      | [ 25 ] |
| 2023  | ART Grand Prix | 26  | 15  | 11  | 21  | 24  | 11  | 13  | 19  | 16  | 16  | 15  | 11  | Ret | 25  | 7   | 17  | 9   | 12  |     |     | 22.º | 6      | [ 25 ] |
| 2024  | ART Grand Prix | SAK | SAK | MEL | MEL | IMO | IMO | MON | MON | BAR | BAR | SPI | SPI | SIL | SIL | BUD | BUD | SPA | SPA | MNZ | MNZ | 11.º | 75     | [ 26 ] |
| 2024  | ART Grand Prix | 4   | 11  | 20  | 19  | 13  | 26  | 1   | 27  | 13  | 6   | 1   | 6   | 5   | 15  | 29  | 1   | EX  | EX  | 19  | 17  | 11.º | 75     | [ 26 ] |
| 2025* | Campos Racing  | MEL | MEL | SAK | SAK | IMO | IMO | MON | MON | BAR | BAR | SPI | SPI | SIL | SIL | SPA | SPA | BUD | BUD | MNZ | MNZ | 3.º  | 91     | [ 27 ] |
| 2025* | Campos Racing  | 8   | Ret | 1   | 5   | 3   | 9   | 24  | 1   | 3   | 5   | 3   | DSQ | 29  | 20  |     |     |     |     |     |     | 3.º  | 91     | [ 27 ] |

- * Temporada en progreso.

### Eurocup-3
(Clave) (negrita indica pole position) (cursiva indica vuelta rápida puntuable)

| Año     | Equipo   | 1   | 1   | 2   | 2   | 3   | 3   | 4   | 4   | 5   | 5   | 6   | 6   | 7   | 7   | 8   | 8   | Pos. | Puntos |
| ------- | -------- | --- | --- | --- | --- | --- | --- | --- | --- | --- | --- | --- | --- | --- | --- | --- | --- | ---- | ------ |
| 2023    | GRS Team | SPA | SPA | ARA | ARA | MNZ | MNZ | ZAN | ZAN | JER | JER | EST | EST | VAL | VAL | BAR | BAR | 10.º | 44     |
| 2023    | GRS Team |     |     |     |     |     |     |     |     | 2   | 2   |     |     | 9   | Ret | WD  | WD  | 10.º | 44     |
| Fuente: |          |     |     |     |     |     |     |     |     |     |     |     |     |     |     |     |     |      |        |